# Jean Oser
Jean Oser (* 18. Januar 1908 in Straßburg, Elsass, Deutschland; † 20. Februar 2002 in Regina, Kanada; eigentlich Hans Oser) war ein deutsch-amerikanischer Filmeditor.

## Leben
Der Elsässer Hans Oser musste sich nach der Annexion Elsass-Lothringens durch Frankreich Ende 1918 Jean Oser nennen. Er kam schon in jungen Jahren nach Berlin, wo er Kontakt zur Kino-Avantgarde knüpfte. Im Alter von 19 Jahren wirkte er in Hans Richters experimentellem Stummfilm Vormittagsspuk mit. Von Richter erlernte Oser die Grundbegriffe des Filmemachens, vor allem die Bedeutung der Schnitttechnik. 1929 holte ihn Carl Froelich zu sich und ließ Oser, gemeinsam mit Wolfgang Loé Bagier, den Schnitt zu Froelichs erstem Tonfilm Die Nacht gehört uns anfertigen. Osers Schnitttechnik beeindruckte Froelichs Kollegen G. W. Pabst dermaßen, dass dieser Oser 1930 in sein Team holte. Für Pabst fertigte Oser den Schnitt zu dessen wichtigsten frühen Tonfilmen Westfront 1918, Die Dreigroschenoper und Kameradschaft. Als Pabst 1932 nach Paris übersiedelte, folgte Oser ihm und schnitt auch dessen Folgearbeiten Die Herrin von Atlantis, Don Quichotte und Du haut en bas beteiligt.
Da in Deutschland inzwischen die Nationalsozialisten die Macht ergriffen hatten, entschloss sich der Pazifist und Linke Oser zum Bleiben in Frankreich. Osers Folgearbeiten in Frankreich waren wenig bedeutsam. Am Vorabend des Zweiten Weltkrieges inszenierte Jean Oser mit Le Monde en armes einen filmischen Aufschrei gegen Rüstungswettlauf und Kriegslüsternheit. Unmittelbar darauf schnitt Oser Anfang 1940 Max Ophüls’ Historiendrama Von Mayerling bis Sarajevo. Die deutsche Besetzung Frankreichs erzwang noch im selben Jahr die Flucht Osers, der zunächst Schutz im unbesetzten Teil des Landes fand. Im Sommer 1942 entkam er in die USA. Dort schnitt er, zusammen mit zwei Kollegen, für Jean Renoir die propagandistische Kurzdokumentation über die Résistance Salute to France. Wenig später wurde er US-amerikanischer Staatsbürger.
Nach Kriegsende blieb Oser in den USA und konzentrierte sich nunmehr auf die Herstellung (Regie) und Bearbeitung (Endschnitt) von überwiegend kurzen bis mittellangen Filmdokumentationen. Für seine Arbeit an The Light in the Window erhielt er einen Oscar. Anfang der 60er Jahre schnitt er für das Fernsehen eine Dokumentarserie über den britischen Kriegspremier Winston Churchill, Mitte desselben Jahrzehnts eine über den US-Präsidenten Franklin Delano Roosevelt. In späteren Jahren unterrichtete Oser in Kanada auch Filmstudenten, war Professor des 'Department of Film and Video' und (1989) Professor Emeritus an der University of Regina, Saskatchewan.
Oser zu Ehren wurde für Studenten des Department of Film and Video ein Preis ausgelobt, der jährlich vergebene „Jean Oser Prize“. 1990 wurde er in seiner Wahlheimat Kanada mit dem „Lifetime Award for Excellence in the Arts“ ausgezeichnet, im Jahr darauf konnte man Oser in der deutschen Filmdokumentation Der andere Blick sehen, in der er über die Zusammenarbeit mit seinem wichtigsten Förderer Pabst sprach.

## Filmografie
- 1927: Vormittagsspuk (Kurzfilm, nur Auftritt)
- 1929: Das Land ohne Frauen
- 1929: Die Nacht gehört uns
- 1930: Menschen im Busch (Dokumentarfilm)
- 1930: Auf Tigerjagd in Indien (Dokumentarfilm)
- 1930: Westfront 1918
- 1930: Dreyfus
- 1930: Der Korvettenkapitän
- 1931: Die Dreigroschenoper
- 1931: Das Lied vom Leben (Spielfilm mit Dokumentarszenen)
- 1931: Kameradschaft
- 1932: Skandal in der Parkstraße
- 1932: Die Herrin von Atlantis
- 1933: Don Quichotte
- 1933: Du haut en bas
- 1935: Arènes joyeuses
- 1935: Le Petit sauvage
- 1935: La Rosère des halles
- 1936: La Brigade en jupons
- 1936: La Garconne
- 1937: L’Affaire Lafarge
- 1937: Dunja (Nostalgie)
- 1938: Le drame de Shanghaï
- 1938: Die Zehnte soll es sein (Accord final)
- 1939: Le Monde en armes (auch Regie)
- 1940: Von Mayerling bis Sarajewo (De Mayerling à Sarajevo)
- 1944: Salute to France
- 1948: Will it Happen Again?
- 1948: Israel in Action
- 1950: Magnetic Tide
- 1951: Working Together
- 1952: Joy of Living; The Art of Renoir (auch Regie)
- 1952: Light in the Window
- 1953: The American Road
- 1960: Winston Churchill: The Valiant Years (Fernsehdokumentation)
- 1965: F.D.R. (Fernsehmehrteiler)
- 1969: Waterloo (Waterloo)
- 1991: Der andere Blick (Dokumentarfilm, Auftritt)